# Revere Beach (MBTA-Station)
Revere Beach ist eine nach dem nahegelegenen, gleichnamigen Strand in Revere benannte U-Bahn-Station der Massachusetts Bay Transportation Authority (MBTA) im Bundesstaat Massachusetts der Vereinigten Staaten. Sie bietet Zugang zur Linie Blue Line.

## Geschichte
Die ursprüngliche Station wurde am 19. Januar 1954 an der Stelle eines ehemaligen Bahnhofs der Boston, Revere Beach and Lynn Railroad errichtet. Von 1994 bis 1995 erfolgte gemeinsam mit den Stationen Suffolk Downs, Beachmont und Wonderland ein vollständiger Neubau.

## Bahnanlagen

### Gleis-, Signal- und Sicherungsanlagen
Der U-Bahnhof verfügt über insgesamt zwei Gleise, die über zwei Seitenbahnsteige zugänglich sind. 

### Gebäude
Der U-Bahnhof befindet sich an der Adresse 220 Shirley Avenue and 300 Ocean Avenue und ist vollständig barrierefrei zugänglich.

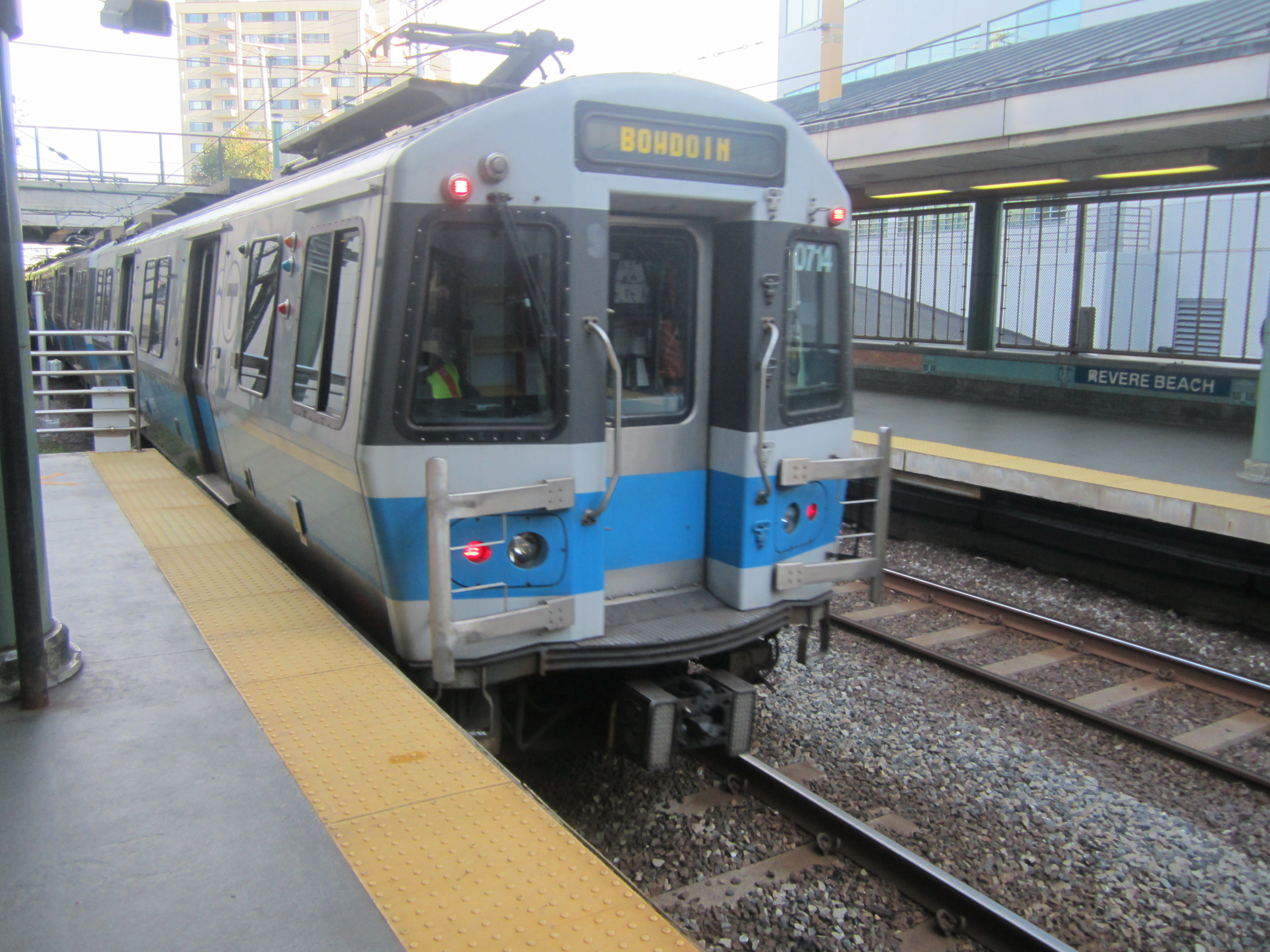

## Umfeld
An der Station besteht eine Anbindung an drei Buslinien der MBTA.